# Ескадрені міноносці типу «Фольгоре»
Ескадрені міноносці типу «Фольгоре» (італ. Classe Folgore) — серія ескадрених міноносців ВМС Італії часів Другої світової війни.

## Представники
| Корабель             | Виготовлювач                         | Закладено          | Спущено              | У строю             | Статус |
| -------------------- | ------------------------------------ | ------------------ | -------------------- | ------------------- | --- |
| «Фольгоре» «Folgore» | «Cantieri del Mediterraneo», Неаполь | 30 січня 1930 року | 26 квітня 1931 року  | 1 липня 1932 року   | Потоплений 2 грудня 1942 року                                                                                  |
| «Лампо» «Lampo»      | «Cantieri del Mediterraneo», Неаполь | 30 січня 1930 року | 26 липня 1931 року   | 13 серпня 1932 року | Потоплений внаслідок авіанальоту 30 квітня 1943 року                                                           |
| «Фульміне» «Fulmine» | «Cantiere navale di Fiume», Фіуме    | 1 квітня 1930 року | 2 серпня 1931 року   | 4 вересня 1932 року | Потоплений 9 листопада 1941 року                                                                               |
| «Балено» «Baleno»    | «Cantiere navale di Fiume», Фіуме    | 1 травня 1930 року | 22 березня 1931 року | 15 червня 1932 року | Пошкоджений ворожим вогнем 16 квітня 1941 року, викинувся на мілину Перекинувся та затонув 17 квітня 1941 року |

## Конструкція
Ескадрені міноносці типу «Фольгоре» розроблені як продовження типу «Дардо» (їх часом називають другою серією  «Дардо»).
Намагаючись підвищити швидкість, конструктори знизили ширину корпуса до 9,2 м, як на есмінцях типу «Турбіне». Але за незначне збільшення швидкості довелось заплатити зниженням дальності плавання. Крім того, мала ширина корпусу створювала проблеми з остійністю, ще більші, ніж на «Дардо». Довелось вкласти 100 т баласту та заміщувати паливо водою.
Стандартна водотоннажність зросла з 1 220 т до 1 400 т, швидкість зменшилась до 31-32 вузлів.
Після вступу Італії у війну на всіх кораблях застарілі 40-мм зенітні гармати та 13,2-мм кулемети замінили на 5-6 20-мм автоматів «Breda 20/65 Mod. 1935».
У 1941-1942 роках з «Фольгоре» та «Лампо» зняли кормовий торпедний апарат, замість нього встановили дві 37-мм зенітні гармати.  